# Agustín Estévez Lores
Agustín Estévez Lores (Pontevedra, noviembre de 1934), conocido simplemente como Tito, es un exfutbolista español que jugó en la posición de guardameta, defendiendo la portería del Pontevedra CF en tres categorías diferentes.

## Biografía
Inició su carrera en la cantera local, formándose en el Nodales y en el Pasarón hasta fichar por el Pontevedra CF en la temporada 1953-1954. Después de cuatro campañas en el equipo se produjo su traspaso al Club Turista de Vigo, aunque el verano siguiente optó por regresar al club granate, recientemente reforzado en su asalto decidido al ascenso de categoría.
Bastaron dos temporadas para que el Pontevedra CF lograse su objetivo de alcanzar la Segunda División por primera vez en su historia, con Tito como portero titular y convertido en una de las figuras indiscutibles del equipo, hasta el punto de haber suscitado el interés del Real Madrid en 1960. Meses más tarde el Pontevedra CF culminaría su campaña de estreno en la Categoría de Plata en quinta posición, y tras terminar noveno la temporada siguiente, consiguió ascender a Primera División en la 1963-1964.
Tito se retiró al final de la misma, habiendo militado durante casi toda su carrera en el equipo granate y siendo uno de los pocos jugadores que vivieron los dos ascensos históricos del club, que logró pasar de Tercera a Primera División en apenas cinco años.
En agosto de 2017 recibió el premio Amigos de Pontevedra en reconocimiento a su contribución al buen nombre de la ciudad.

## Vida personal
Es nieto de Sebastián Lores González, Jefe Provincial del Sindicato de la Construcción, y sobrino segundo de Manuel Carballo Lores “Carolo”, futbolista y entrenador recordado por su paso por el Real Valladolid y el Pontevedra CF.